# Variedade G2
Na geometria de Riemann, a variedade G2 é uma variedade Riemanniana cujo grupo de holonomia está contido no grupo de Lie G2 excepcional. O grupo de holonomia de uma variedade de Riemanniana é um grupo de Lie compacto que, em certo sentido, dá uma medida global da curvatura local da variedade. Se assumirmos certas condições favoráveis na variedade e em sua métrica, então, um dos cinco grupos de Lie excepcionais, apenas G2 poderá aparecer como um grupo de holonomia.